# 동탁 (유물)

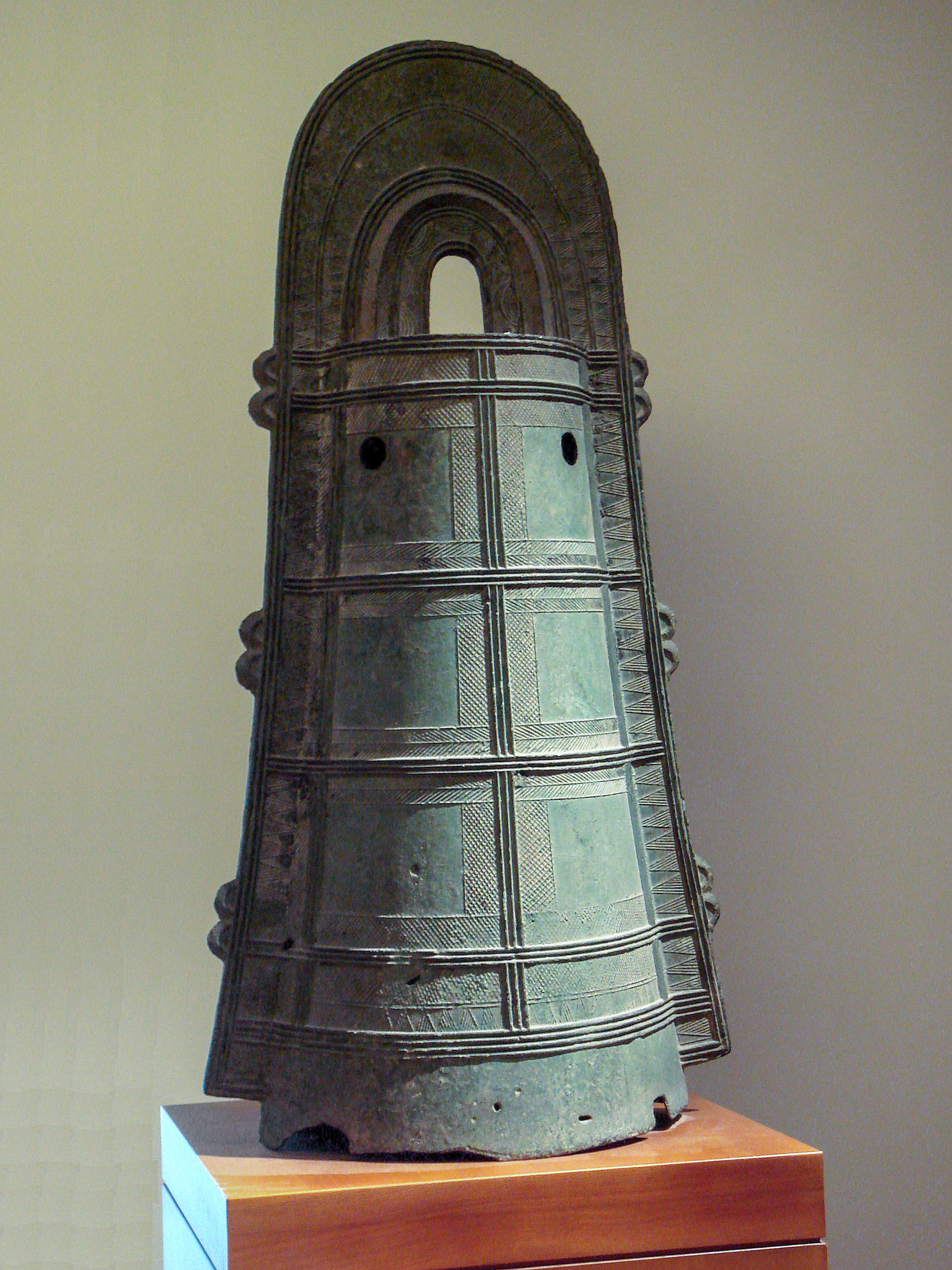
야요이 시기의 동탁

동탁(銅鐸)은 청동기 시대부터 사용된, 종 모양의 청동 제기이다. 중국 대륙, 한반도, 일본 열도 등에서 많이 발굴되었으나, 가장 오래된 동탁이 일본 효고현 미나미아와지시의 마츠호 동탁 7호로 기원전 22세기라고 발표된 바가 있었다.

## 같이 보기
- 범종
- 조몬 시대